# Aconitum carmichaelii
Aconitum carmichaelii, llamado Fu Zi en Chino, es una especie de planta herbácea perteneciente a la familia Ranunculaceae.

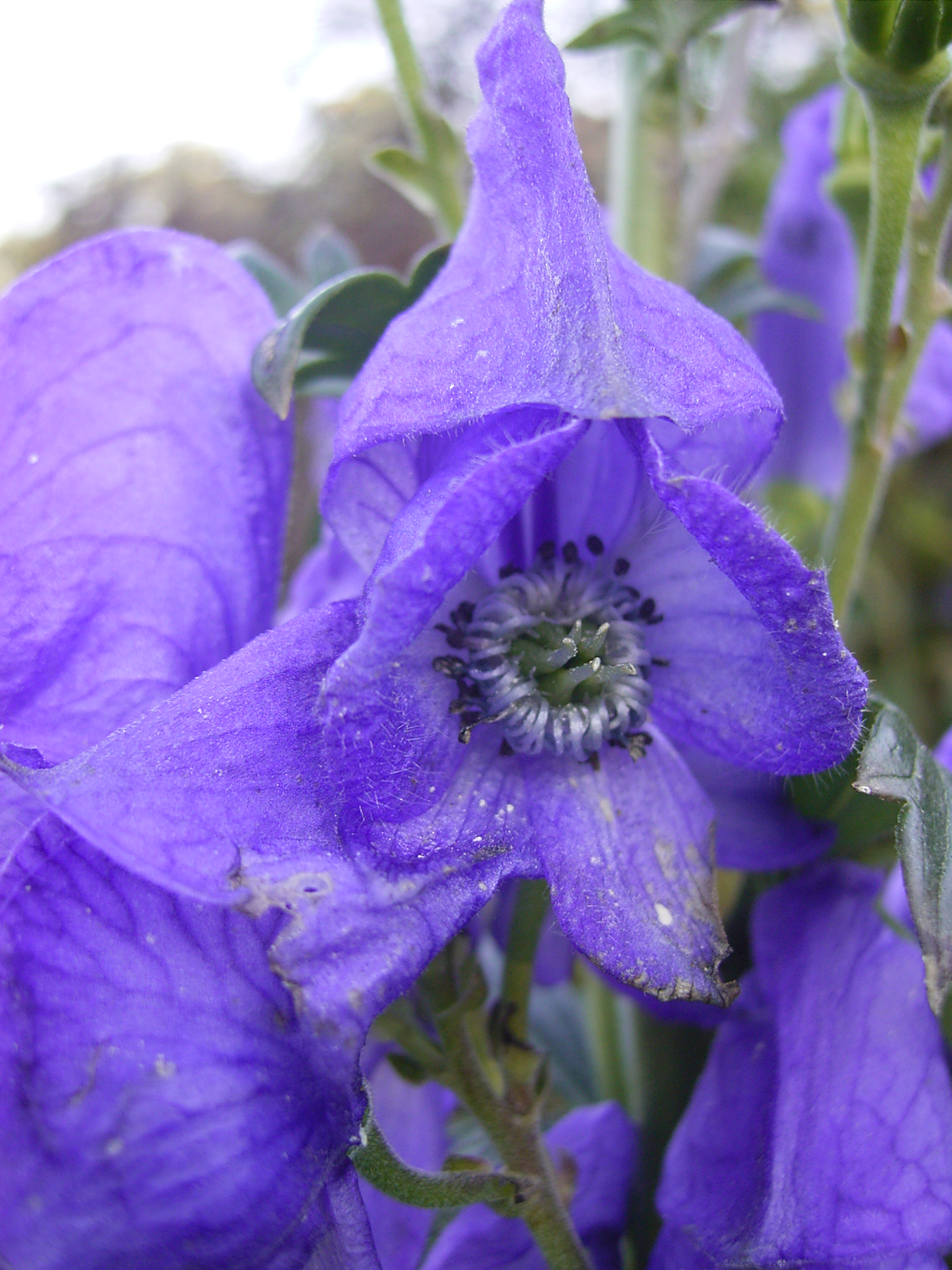
Detalle de la flor

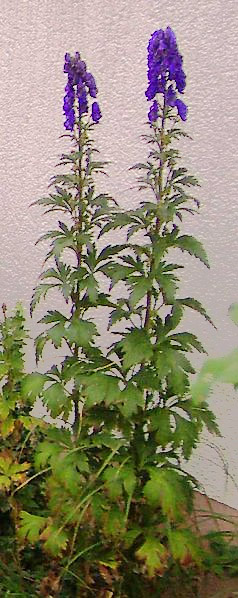
Vista de la planta

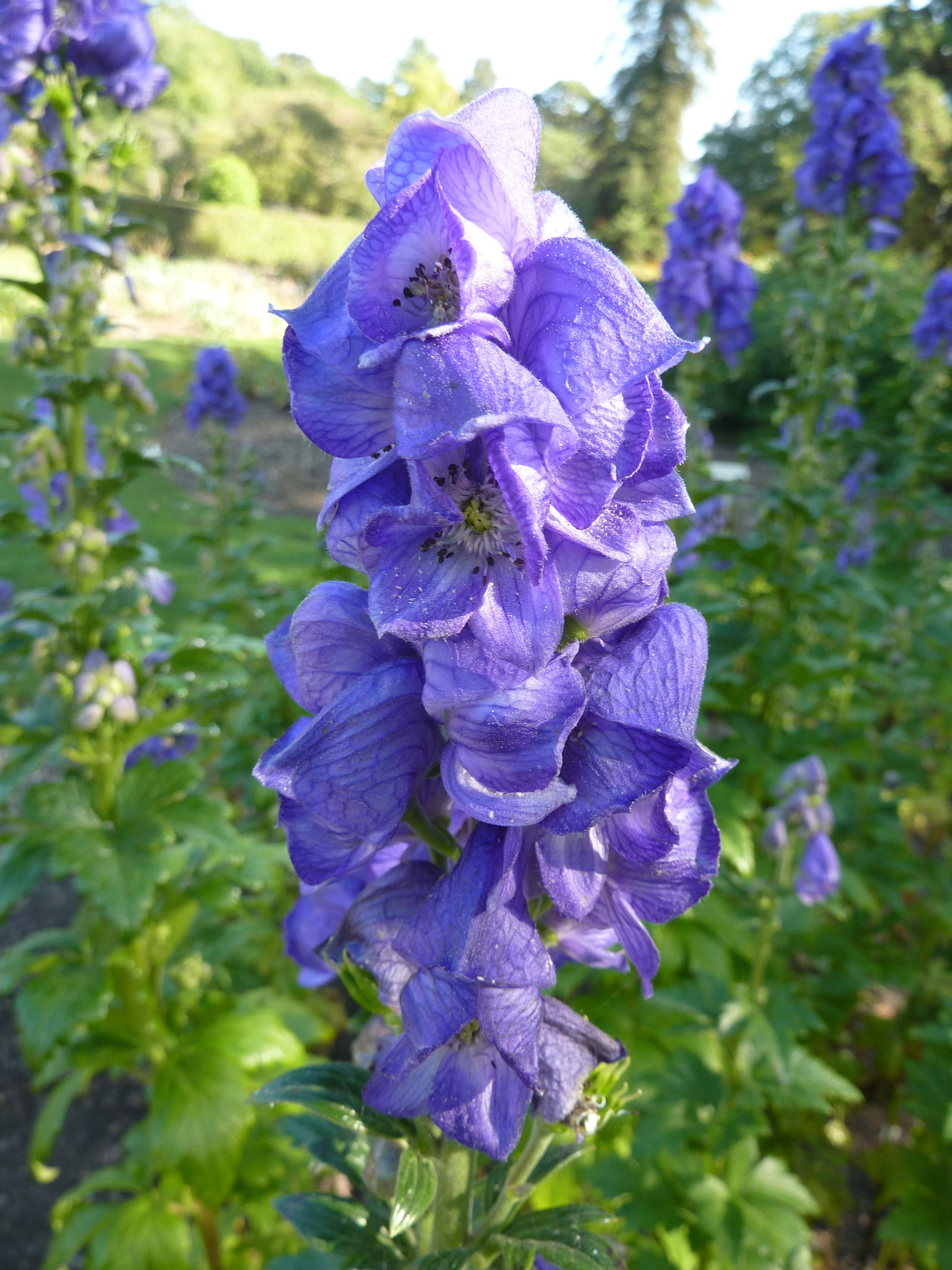
Inflorescencia

## Características
Es una planta herbácea perenne que alcanza los 50 cm de altura. Sus flores se agrupan en una espiga de color azul.

## Toxicidad
Todas las partes de las plantas del género Aconitum pueden contener alcaloides diterpeno, cuya ingestión supone un riesgo para la salud. Los alcaloides presentes en las raíces son extremadamente tóxicos, por sus potentes efectos cardiotóxicos y neurotóxicos.
El acónito supone una fuente oculta de envenenamiento en infusiones de hierbas no tóxicas, contaminadas con sus raíces.
En Asia, donde se considera que el acónito posee efectos beneficiosos para la salud, se producen envenenamientos graves e incluso mortales, como consecuencia de la utilización de las raíces en la preparación de sopas y comidas.
Los síntomas marcados pueden aparecen casi de inmediato, por lo general, a no más de una hora, y "con grandes dosis, la muerte es casi instantánea". La muerte generalmente ocurre dentro de dos a seis horas en el envenenamiento fatal (20 a 40 ml de tintura puede ser fatal). Los signos iniciales son gastrointestinales como náuseas, vómitos y diarrea. Esto es seguido por una sensación de ardor, hormigueo y entumecimiento en la boca y la cara, y de ardor en el abdomen. En casos de envenenamientos severos hay pronunciada debilidad motora y se produce sensaciones cutáneas de hormigueo y entumecimiento que se extiende a las extremidades. Los síntomas cardiovasculares incluyen hipotensión,  bradicardia , y  arritmias ventriculares. Otras características pueden incluir sudoración, mareos, dificultad para respirar, dolor de cabeza y confusión. Las principales causas de muerte son las arritmias ventriculares y la asistolia, parálisis del corazón o del centro respiratorio. Los únicos signos post mortem son los de la asfixia.
El tratamiento de la intoxicación es principalmente de apoyo. Todos los pacientes requieren un estrecho control de la presión arterial y el ritmo cardíaco. Descontaminación gastrointestinal con carbón vegetal activado se puede utilizar si se administra dentro de una hora de la ingestión. Un antídoto fisiológico importante es la atropina, que se utiliza para tratar la bradicardia. Otros fármacos utilizados para la arritmia ventricular incluyen lidocaína, amiodarona, bretilio, flecainida, procainamida, y mexiletina. La circulación extracorpórea se utiliza si los síntomas son refractarios al tratamiento con estos fármacos. El uso exitoso de carbón hemoperfusión se ha confirmado en pacientes con  envenenamiento severo de acónito.
La intoxicación también puede ocurrir después de recoger las hojas sin usar guantes; la toxina aconitina se absorbe fácilmente a través de la piel. En este caso, no habrá efectos gastrointestinales. El hormigueo se iniciará en el punto de absorción y se extiende desde el brazo hasta el hombro, después de lo cual el corazón comenzará a ser afectado. El hormigueo es seguido de un entumecimiento desagradable. El tratamiento es similar a la intoxicación causada por la ingestión oral.

## Taxonomía
Aconitum carmichaelii, fue descrita por Jean Odon Debeaux y publicado en Actes de la Société Linnéenne de Bordeaux 33: 87, en el año 1879.
Etimología
Aconitum: nombre genérico que deriva del griego antiguo akòniton (= "planta venenosa"). De hecho, la planta es conocida por su alta toxicidad desde la Antigüedad homérica. Este nombre probablemente indicaba una planta venenosa endémica cuyo hábitat era común entre las rocas escarpadas en algunas zonas de Grecia. Hay dos raíces que se atribuyen a su nombre:  akone (= "piedra"), en referencia a su hábitat; y koné (= "matar"), obviamente haciendo referencia a su toxicidad. También fue utilizado como un símbolo negativo (maldición o venganza) en la mitología de los pueblos mediterráneos. Según otras fuentes ( Plinio el Viejo) el nombre Aconitum se deriva de un antiguo puerto en el Mar Negro, llamado "Aconis". El nombre científico actualmente aceptado ( Aconitum ) fue propuesto por Carl von Linne (1707-1778), biólogo y escritor sueco, considerado el padre de la moderna clasificación científica de los organismos vivos, en la publicación de Species Plantarum de 1753.
carmichaelii: epíteto que fue nombrado en honor del Capitán Dugald Carmichael, un oficial escocés de la armada británica y botánico que colectó plantas en Nueva Zelanda. (Allen and Allen, 1981). 
Sinonimia
- Aconitum bodinieri H.Lév. & Vaniot
- Aconitum carmichaeli var. angustius W.T.Wang & P.K.Hsiao
- Aconitum jiulongense W.T.Wang
- Aconitum lushanense Migo
- Aconitum wilsonii Stapf ex Mottet[12]

var. carmichaeli 
- Aconitum kusnezoffii var. bodinieri (H. Lév. & Vaniot) Finet & Gagnep.	Synonym		TRO
- Aconitum wilsonii Stapf ex Veitch[13]

var. hwangshanicum (W.T.Wang & P.K.Hsiao) W.T.Wang & P.K.Hsiao
- Aconitum chinense var. hwangshanicum W.T.Wang & P.K.Hsiao[14]

var. truppelianum (Ulbr.) W.T.Wang & P.K.Hsiao
- Aconitum chinense Siebold ex Paxton
- Aconitum fortunei Hemsl.
- Aconitum japonicum var. truppelianum Ulbr.
- Aconitum kitagawae Nakai
- Aconitum liaotungense Nakai
- Aconitum takahashii Kitag.
- Aconitum truppelianum (Ulbr.) Nakai[15]